# Катастрофа Ан-2 під Усть-Каменогорськом
Катастрофа Ан-2 під Усть-Каменогорськом — авіаційна катастрофа літака Ан-2 авіакомпанії «Аерофлот», що сталася 12 лютого 1968 року в Східно-Казахстанській області на околицях Усть-Каменогорська, в результаті якої загинули 4 людини.

## Катастрофа
Ан-2 з бортовим номером СССР-28946 Семипалатинського авіазагону Казахського управління цивільної авіації, під управлінням екіпажу на чолі з командиром (КВС) Г. Т. Антипиным виконував регулярний пасажирський рейс із Семипалатинська до Урджара. Всього на борту знаходилися 2 члени екіпажу і 12 пасажирів.
Під час польоту літак потрапив у сильний снігопад, проте екіпаж продовжив візуальний політ, попри обмежену видимість. Через деякий час літак врізався в гору та зруйнувався. У події загинули 4 пасажири.